# High Legh
High Legh är en civil parish i Storbritannien.   Den ligger i kommunen Cheshire East i riksdelen England, i den centrala delen av landet, 260 km nordväst om huvudstaden London.